# Franciszka Maria de Bourbon
Franciszka Maria de Bourbon (ur. 4 maja 1677 – zm. 1 lutego 1749) – młodsza z dwóch córek Ludwika XIV i jego wieloletniej maîtresse-en-titre, Françoise-Athénaïs de Rochechouart, które przeżyły dzieciństwo. W wieku czternastu lat poślubiona swojemu kuzynowi Filipowi, księciu Orleanu i późniejszemu regentowi w czasie małoletności Ludwika XV.

## Życiorys

### Pochodzenie i dzieciństwo
Franciszka Maria Burbon urodziła się 4 maja 1677 roku w château de Maintenon, który od 1674 roku znajdował się w posiadaniu Franciszki d'Aubigné, markizy de Maintenon, guwernantki nieślubnych dzieci Françoise-Athénaïs de Rochechouart i króla Ludwika XIV. Dziewczynkę i jej młodszego brata Ludwika Aleksandra oddano pod opiekę pań de Monchevreuil, Colbert i de Jussac  pod nadzorem markizy de Maintenon, która zajmowała się Franciszką Marią i jej rodzeństwem z ogromnym oddaniem. Niekiedy dzieci wraz z guwernantką pojawiały się na dworze by spotkać się z rodzicami.

### Mademoiselle de Blois
22 listopada 1681 w wieku czterech i pół roku Franciszka Maria została legitymizowana przez Ludwika XIV i otrzymała tytuł Mademoiselle de Blois, który wcześniej był noszony przez jej starszą siostrę przyrodnią Marię Annę, legitymizowaną córkę króla ze związku z jego poprzednią kochanką Louise de La Vallière. Imię matki Franciszki Marii nie widniało na akcie legitymizacji ponieważ markiza de Montespan wciąż jeszcze była żoną markiza de Montespan, który na wzmiankę o żonie w takim dokumencie mógłby rościć sobie prawo ojcostwa królewskiej córki. W czasie jej dzieciństwa związek jej rodziców zaczynał się rozsypywać, a sam fakt jej poczęcia był próbą uratowania trwającego niespełna dwadzieścia lat romansu. Jednakże poparte wieloma dowodami uczestnictwo markizy de Montespan w niesławnej Aferze Trucicielskiej i podawanie przez nią królowi środków mających wzmocnić jego uczucie ostatecznie doprowadziło do rozstania kochanków.
Jej starsze rodzeństwo - Ludwik August i Ludwika Franciszka zostali legitymizowani 19 grudnia 1673 roku przez samego króla, który przekładając dokumenty potwierdzające jego ojcostwo i wystawiony przez samego siebie akt legitymizacji parlamentowi paryskiemu uznał ich za swoje dzieci i wyniósł do tytułów książęcych. Jej młodszy brat Ludwik Aleksander otrzymał tytuł hrabiego Tuluzy i przez całe ich życie był jej bliski.
Franciszka Maria odziedziczyła słynną urodę swojej matki, tak że madame de Caylus opisuje ją w swoich Dziennikach jako naturalnie nieśmiałą i wspaniałą i wiele piękna w twarzy i dłoniach, którym nie ma równych w kształcie i proporcjach Była dumna ze swojego królewskiego pochodzenia i królewskiej krwi ojca do tego stopnia, że zżymała się na każde wspomnienie o matce. Markiz d’Argenson powiedział, że była bardzo podobna do swojej matki, ale miała również rozsądny umysł i inteligencję Ludwika XIV.

### Małżeństwo
Wysoka i dostojna pod każdym względem; cera, piersi, ramiona cudowne, oczy również; policzki zbyt szerokie i obwisłe, co ją szpeciło, lecz nie niweczyło urody, usta dość ładne o pięknych zębach, nieco zbyt długich. Najbardziej szpeciły ją brwi, które były jakby wyskubane i czerwone, z bardzo rzadkimi włoskami. Miała piękne powieki i bujne włosy kasztanowate. Nie będąc garbata ani ułomna, miała jeden bok większy od drugiego, co sprawiało że szła bokiem, i wada ta była przyczyną innej, bardziej niemiłej w towarzystwie, która krępowała ją samą

Franciszka d'Aubigné, markiza de Maintenon i wychowawczyni dzieci pani de Montespan, która po jej upadku stała się sekretną żoną Ludwika XIV w połowie lat osiemdziesiątych siedemnastego wieku i zdobyła znaczny wpływ na politykę królestwa, starała się zapewnić nieślubnym królewskim potomkom wysoką pozycję i wkrótce zgorszyła dwór postanawiając wydać Franciszkę Marię za jej jedynego kuzyna Filipa w 1692. Książę był synem homoseksualnego księcia Orleanu Filipa, brata Króla Słońce i jego drugiej palatynackiej żony Elżbiety Charlotty Wittelsbach, znanej epistolistki i osoby słynącej z pogardy jaką żywiła do nieślubnych dzieci króla i jego kochanek. Na wieść o zaręczynach syna spoliczkowała go przed całym dworem, then turned her back on the king who had bowed in salutation to her. Księżna Orleanu miała być zawziętym wrogiem synowej do czasu, aż ta powiła jej pierwszego wnuka w kilka lat później.

Przy okazji małżeństwa pomiędzy swoimi dziećmi Ludwik XIV przekazał bratu Palais-Royal, który stał się paryską siedzibą dynastii orleańskiej na następne trzysta lat, jednakże nigdy nie był on ich własnością - król zaznaczył, że przekazuje go na użytkowanie bratu i jego rodzinie. Ludwik XIV również obiecał zięciowi wysokie stanowisko w wojsku, a poza tym dał  sto tysięcy liwrów i Order św. Ducha faworytowi brata, kawalerowi Lotaryńskiemu, który doprowadził do zawarcia tego małżeństwa. Poinformowana o tym za kogo każe się jej wyjść za mąż Franciszka Maria odpowiedziała:

Je ne me soucie pas qu'il m'aime, je me soucie qu'il m'épouse.
Nie obchodzi mnie czy jest we mnie zakochany, ale wiem, że się ze mną ożeni.

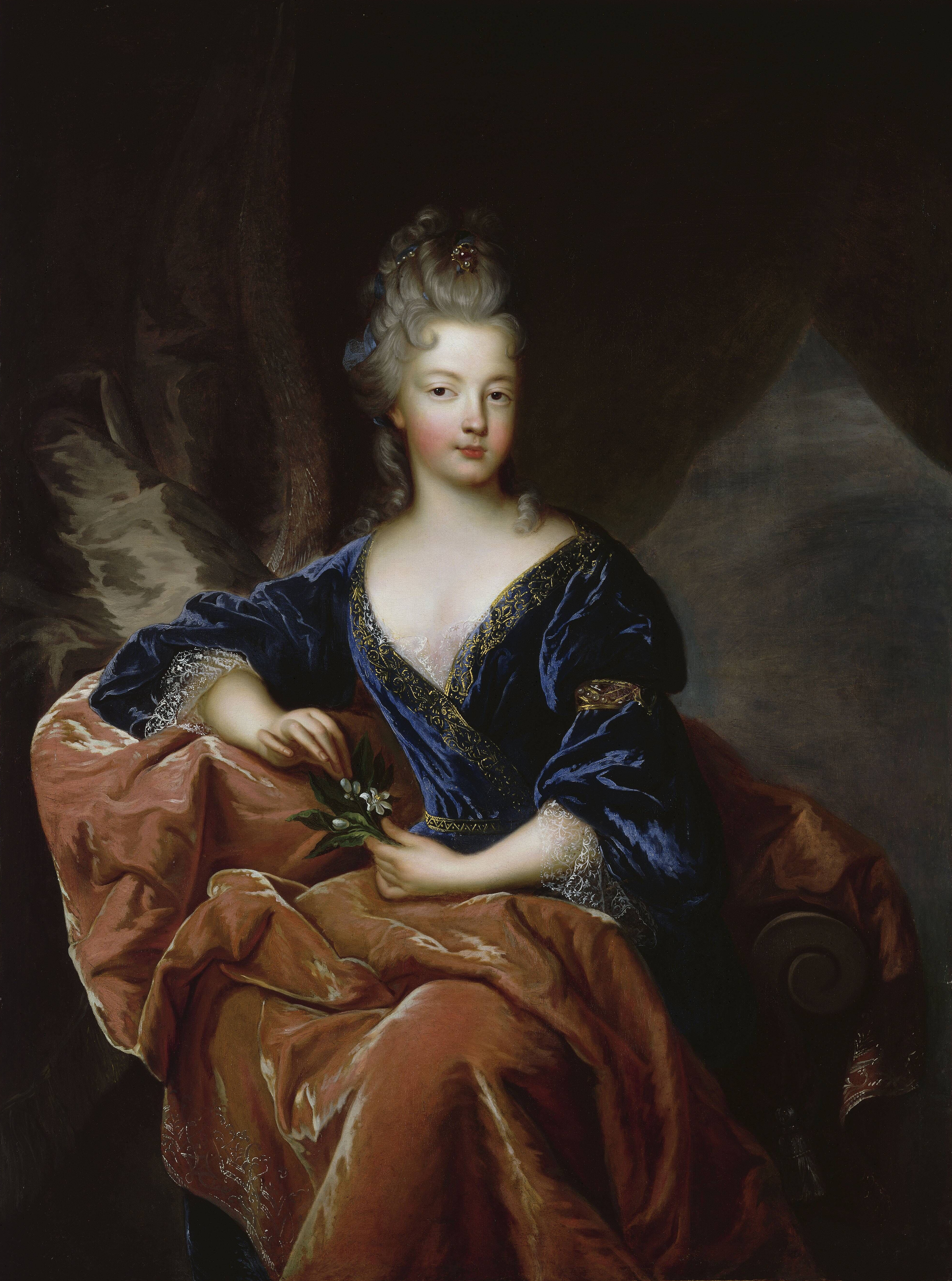
Franciszka Maria, François de Troy

Franciszka Maria i Filip Orleański zostali sobie poślubieni 18 lutego 1692 roku w kaplicy królewskiej Wersalu. Mszę zaślubin celebrował kardynał Emmanuel Thédore de la Tour d'Auvergne - ten sam który w 1685 roku odmówił brania udziału w ślubie siostry Franciszki Marii, Ludwiki Franciszki z Ludwikiem Burbonem, księciem de Bourbon, i w rezultacie został zesłany na wygnanie lecz wrócił na dwór na rozkaz króla by zaślubić jego najmłodszą nieślubną córkę, dzięki czemu wkrótce kardynał i monarcha zawarli niepisemną deklarację dobrej woli. Przyjęcie weselne odbyło się w wersalskiej Sali Lustrzanej i uczestniczyli w nim wszyscy książęta i księżniczki krwi Francji. Wśród gości znajdował się między innymi wygnany król Anglii i Szkocji Jakub II i jego druga żona Maria z Modeny. Podczas ceremonii coucher, pannie młodej asystowała królowa angielska i dwie księżne. Matki Franciszki Marii na ślub nie zaproszono.
Jako że jej mąż był ślubnym wnukiem króla, Franciszka Maria przywłaszczyła sobie tytuł Córki Francji (który ze względu na nieślubne pochodzenie jej się nie należał) i nawet książętom krwi kazała tytułować się per Wasza Wysokość, co niezwykle denerwowało jej męża. Jako księżna de Chartres, córka Ludwika XIV i żona królewskiego bratanka, Franciszka Maria była trzecią co do rangi księżną na dworze - była poprzedzona jedynie przez księżnę Burgundii i własną teściową.
W posagu Franciszka Maria otrzymała od ojca ponad trzy miliony liwrów - dwa razy więcej niż jej starsza siostra Ludwika Franciszka, która wyszła za mąż za Ludwika, księcia Bourbon i Pierwszego Księcia Krwi Królewskiej, który to tytuł znajdował się o wiele niżej w dworskiej tytulaturze od bratanka króla.Ta nierówność była powodem wieloletnich animozji pomiędzy siostrami. Posag nie został wypłacony aż do ukończenia wojny dziewięcioletniej
Już wkrótce po zawarciu małżeństwa, Filip zaczął skarżyć się na zły charakter i głupotę żony, która ponadto okazała się nieznośnie dumna z bycia królewską córką, przez co nazywał ją Madame Lucifer. Jej teściowa mawiała, że podczas pierwszych lat małżeństwa z jej synem, Franciszka Maria była pijana jak smok trzy do czterech razy w tygodniu.

### Księżna Orleanu
Umiar i wszelkiego rodzaju przyzwoitość i przystojność znajdowały w jej sercu azyl, a najbardziej urocza duma - swój tron. Zadziwi to, co teraz powiem, jednak nic bardziej prawdziwego: oto w głębi duszy uważała, że wielki zaszczyt wyświadczyła księciu Orleańskiemu wychodząc zań za mąż. Bezlitosna nawet w stosunku do swych braci, jeżeli chodzi o szacunek dla rangi człowieka z jakim wzięła ślub, była wnuczką Francji nawet na sedesie.

Kiedy w 1701 roku po śmierci jej teścia, książę Chartres został kolejnym księciem Orleanu i odziedziczył ogromny majątek ojca, Franciszka Maria zastąpiła teściową i jako księżna Orleanu była drugą damą na dworze (po księżnej Burgundzkiej). Teść Franciszki Marii zmarł na udar mózgu w Saint-Cloud w następstwie kłótni pomiędzy nim a jego królewskim bratem - Ludwik XIV zarzucał księciu Orleanu, że jego syn sprowadził swoją brzemienną kochankę do Palais-Royal, gdzie umieścił ją w pokojach naprzeciw apartamentów żony. Wkrótce po objęciu tytułu nowy książę Orleanu przeniósł się do należącego doń château de Saint-Cloud, znajdującego się niespełna dziesięć kilometrów od Paryża.
Podczas gdy jej mąż prowadził życie libertyna i kobieciarza, Franciszka Maria prowadziła spokojne i pozbawione skandali w przeciwieństwie do swoich sióstr księżnej Conti i księżnej Burbon, oraz brata księcia du Maine życie. Uważana za inteligentną i czarującą kobietę, preferowała towarzystwo dam dworu ze swojego kręgu: jej kuzynek (córek siostry markizy de Montespan, Gabrielli de Rochechouart de Mortemart) - Ludwiki de Thianges, księżnej Sforza, Diany Gabrieli de Thianges, oraz Marii Elżbiety de Rochechouart, hrabiny Castries.
W dwa dni po swoich urodzinach w 1707 roku Franciszka Maria straciła matkę, która od lat żyła z dala od dworu w swoich wspaniałych posiadłościach  po tym jak wygnano ją z Wersalu w 1691. Ludwik XIV zakazał swoim nieślubnym dzieciom opłakiwania matki i noszenia po niej żałoby, ale wszystkie jego dzieci ze związku z panią Montespan, poza nienawidzącym jej księciem du Maine, który odziedziczył jej ogromną fortunę, odmówiły uczestniczenia w dworskich uroczystościach przez ponad rok.
w 1710 roku najmłodszy wnuk Ludwika XIV Karol, książę Berry wciąż był kawalerem i na dworze sugerowano, że jego żoną zostanie Ludwikę Elżbietę Burbon, córkę siostry księżnej Orleanu Ludwiki Franciszki i jej męża Ludwika Burbona, księcia Condé. Jednakże 6 lipca 1710 roku Franciszce Marii udało się zapewnić małżeństwo księcia z jej najstarszą córką Ludwiką Elżbietą, prawdopodobnie tylko dlatego by jeszcze bardziej zdenerwować siostrę. To małżeństwo wyniosło Ludwikę Elżbietę do rangi księżnej krwi i dało jej drugą pozycję na dworze - zaraz po księżnej Burgundii.

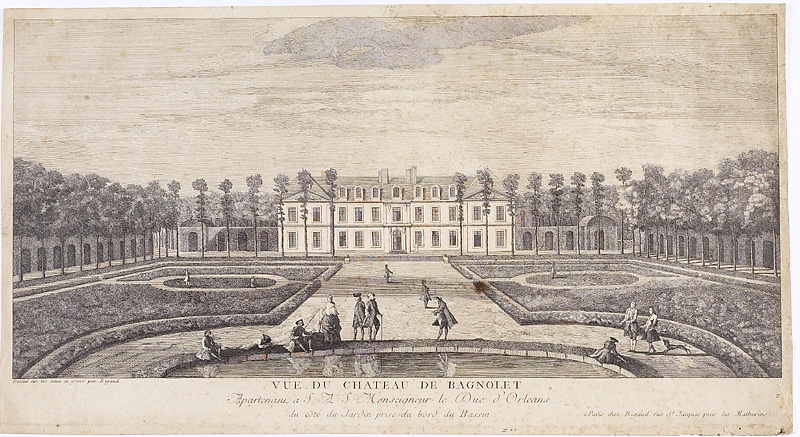
Château de Bagnolet, ulubiona rezydencji Franciszki Marii

W chwili śmierci swojego prapradziadka Ludwika XIV w 1715 roku, pięcioletni delfin został nowym królem Francji jako Ludwik XV. W tym czasie zaostrzyła się sytuacja pomiędzy bratem Franciszki Marii księciem du Maine, a jej mężem księciem Orleanu, który został wyznaczony regentem królestwa na czas małoletności króla przez Ludwika XIV. Parlament paryski zgodnie z wolą monarchy powierzył regencję jej mężowi. Jako żona faktycznego władcy Francji, Franciszka Maria została faktyczną pierwszą damą królestwa. Podczas regencji książę Orleanu corocznie przekazywał żonie czterysta tysięcy liwrów. W marcu 1719 roku otrzymała odeń paryski Château de Bagnolet, który stał się jej ulubioną rezydencją.

### Życie rodzinne
Wszystkie córki Franciszki Marii wiodły hulaszcze, rozpustne życie. Owdowiała księżna Berry miała kochanków przed i po śmierci męża, z którymi kilkakrotnie zachodziła w ciążę. Podczas przedostatniej kiedy niemal zmarła na początku 1719 roku, stanowczo odmówiła przyjęcia sakramentów, tak więc kiedy zmarła 21 lipca 1719 roku, była ciężarna po raz kolejny.  Kiedy romans jej ulubionej córki Charlotty Aglaé ze słynnym dowódcą wojskowym i libertynem Ludwikiem Franciszkiem Aramndem du Plessis, księciem Richelieu został odkryty, Regent szybko wydał ją za mąż za włoskiego księcia. W tym samym czasie na jaw wyszła słynna Konspiracja Cellamare mająca na celu zastąpienia księcia Orleańskiego jako regenta Filipem V, królem Hiszpanii, której ujawnienie spowodowało aresztowanie i uwięzienie głównych osi konspiracji - księcia du Maine, jego żony i księcia Richelieu.
Wcześniej Franciszka Maria próbowała wydać swoje córki Ludwikę Adelajdę lub Charlotte Aglaé za Ludwika Augusta Burbona, księcia Dombes (syna księcia du Maine), ale obie propozycje spotkały się z odmową ze strony kuzyna. W 1721 roku zaaranżowano dwa małżeństwa pomiędzy członkami hiszpańskiej rodziny królewskiej, a dwiema jej córkami: Ludwiką Elżbietą i Filipiną Elżbietą. Ludwika Elżbieta została żoną Ludwika, księcia Asturii, a Filipina Elżbieta jego brata, Karola, księcia Parmy i Piacenzy. Oba małżeństwa zostały zawarte, ale to pomiędzy infantem Karolem a Filipiną Elżbietą ostatecznie rozwiązano i księżniczka została odesłana z powrotem do Francji. Zmarła w château de Bagnolet w 1734 roku.
Po śmierci męża w grudniu 1723 roku, Franciszka Maria wróciła do Saint-Cloud.

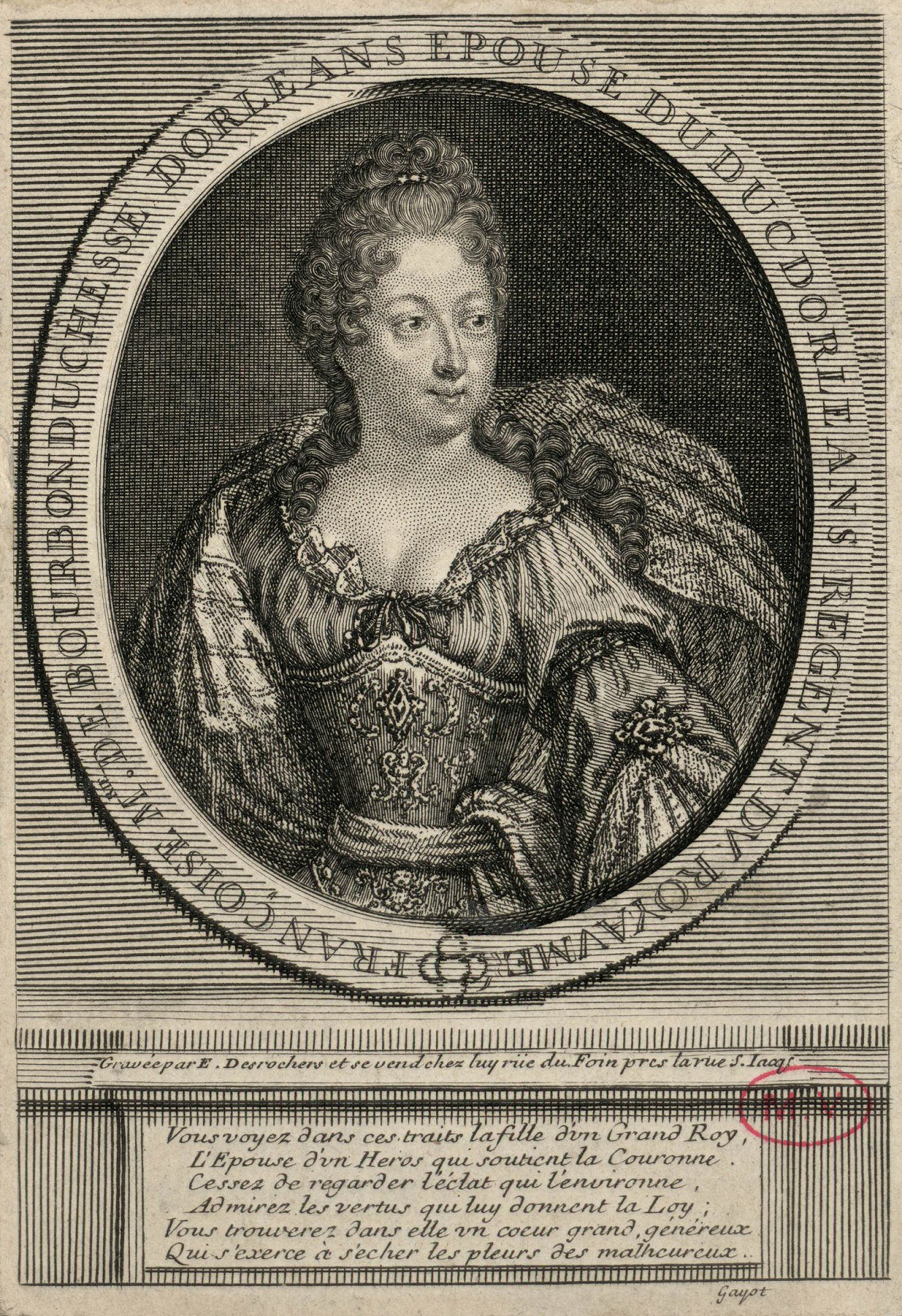
Franciszka Maria w czasach Regencji

W 1725 roku Franciszka Maria była obecna podczas małżeństwa jej kuzyna, młodego króla Ludwika XV z polską księżniczką Marią Leszczyńską, które znacznie obniżyło jej pozycję na dworze, tak samo jak późniejsze liczne potomstwo królowej. Franciszka Maria dożyła chwili gdy jedna z córek pary królewskiej Anna Henrietta z wzajemnością zakochała się  w swoim kuzynie (i wnuku Franciszki Marii) – Ludwiku Filipie, księciu Orleanu. Ludwik Filip dzięki pomocy kardynała de Fleury otrzymał nawet zgodę na małżeństwo z Anną Henriettą. Jednak w 1740 Ludwik XV odmówił Ludwikowi Orleańskiemu ręki córki. Decyzja Ludwika XV była spowodowana brakiem męskiego potomka – po jego śmierci koronę uzyskałby Ludwik Orleański lub Filip V, który nigdy nie pogodził się z utratą tronu francuskiego w zamian za koronę hiszpańską. W efekcie na wdowę po Regencie spadła odpowiedzialność za znalezienie wnukowi odpowiedniej małżonki Ostatecznie Franciszka Maria rozpoczęła wymianę korespondencji ze swoją siostrzenicą Ludwiką Elżbietą, odnośnie do zaaranżowania małżeństwa pomiędzy jej słynną z urody córką Ludwiką Henriettą, a księciem Orleanu To małżeństwo połączyło wnuka Franciszki Marii i wnuczkę jej siostry Ludwiki Franciszki, kładąc koniec trwającej już trzecie pokolenie rodzinnej wrogości. Księżna wdowa dożyła narodzin swojego pierwszego prawnuka w 1747 roku - a był nim późniejszy Filip Égalité.
Następną z jej córek była Ludwika Diana, ulubienica swojej babki Madame zaręczona od dzieciństwa z młodym Ludwikiem Franciszkiem, księciem Conti, którego poślubiła w Wersalu. Ludwika Diana zmarła w połogu w château d'Issy, a jej jedynym synem był Ludwik Franciszek, późniejszy książę Conti, którego żoną została Maria Fortunata d’Este - jedna z córek Charlotte Aglaé.

### Śmierć
Franciszka Maria zmarła 1 lutego 1749 roku w Palais-Royal w wieku 71 lat po długiej chorobie. Była najdłużej żyjącym dzieckiem Ludwika XIV. Przeżyła swojego męża o dwadzieścia sześć lat. Została pochowana w kościele św. Magdaleny Pokutującej w Paryżu, a jej serce przeniesiono do Val-de-Grâce.

## Potomstwo
Ze związku małżeńskiego z Filipem i (2 sierpnia 1674 - 2 grudnia 1723), księciem Orleanu miała ośmioro dzieci
- Mademoiselle de Valois (17 grudnia 1693 – 17 października 1694)
- Maria Ludwika Elżbieta (20 sierpnia 1695 – 21 lipca 1719), mademoiselle de Chartres, żona Karola Burbona, księcia de Berry
- Ludwika Adelajda (13 sierpnia 1698 – 19 lutego 1743), mademoiselle de Chartres
- Charlotta Aglaé (22 października 1700 – 19 stycznia 1761), mademoiselle de Valois, żona Franciszka III, księcia Modeny
- Ludwik I (4 sierpnia 1703 – 4 lutego 1752), książę Orleanu
- Ludwika Elżbieta (11 grudnia 1709 – 16 czerwca 1742), mademoiselle de Montpensier, żona Ludwika I, króla Hiszpanii
- Filipina Elżbieta (18 grudnia 1714 – 21 maja 1734), mademoiselle de Beaujolais
- Ludwika Diana (27 czerwca 1716 – 26 września 1736), mademoiselle de Chartres, żona Ludwika Franciszka Burbona, księcia de Conti